# 福音派
福音派（ふくいんは、古代ギリシア語: εὐαγγέλιον、エウアンゲリオン、英語: Evangelical、エヴァンジェリカル）、福音主義はキリスト教プロテスタントの一宗派。ただし、組織支配への反発から生まれた聖書回帰運動を元にしているため、一宗派というよりは、姿勢分類との考えが根強い。つまり、学術的には福音派プロテスタントは、キリスト教のプロテスタントを聖書記述による終末後の再誕姿勢によって比較分類する際に用いられる用語である。
米国・英国をはじめとする英語圏を中心として、自由主義神学に対抗して近現代に勃興した、聖書信仰を軸とする神学的・社会的に保守派のムーブメントである。特にアメリカの福音派は信徒1億人を超える巨大派閥と化し、独自色も強い。
ある意味明確な定義がない。福音派自身による簡潔な定義は「福音に献身する者」である。牧師・研究者の中村敏は「聖書は神の霊感によって書かれ、誤り無い神のことばであるという、聖書の十全霊感（聖書信仰）を信じるすべての教会」と定義する。この聖書信仰は「福音派全体の恵みの絆」と呼ばれる。
組織としては、世界福音同盟、日本福音同盟、日本プロテスタント聖書信仰同盟などが代表的であるが、無所属単立の福音派教会も存在する。
現在、世界的に福音派の教条として広く認められているのは「ローザンヌ誓約」である。福音とは「良い知らせ」の意訳であり、そしてそれは、救世主イエス・キリストの再誕を願うヨハネ黙示録信仰になりやすく、キリスト教の中でも特に独特である。

## 定義
福音派（英: Evangelical, Evangelicalism）の語源は、古代ギリシア語: εὐαγγέλιον（euangelion、エウアンゲリオン）、すなわち福音である。形容詞の場合「福音的」「福音主義的」となり、名詞の場合「福音派」「福音主義（者）」と訳される。
教会史と神学からは、16世紀の宗教改革にルーツを持つ。カトリック主義（教会主義的・典礼主義的）に対する、福音主義的、福音主義者という呼称である。
ドイツを中心とする欧州においては、ローマ・カトリックに対するプロテスタントの意である。宗教改革当時、ルター派は、自分達をカトリックの一員と考えていたため、相手に「教皇派」という分派的名称を与え、
自らを「福音派」と呼んだ。これは普遍的(カトリック)教会である根拠を、教会の権威に対する従順と見るのが教皇派であり、福音（聖書）との関係に見るのが自分たち福音派である、という理解に基づいている。このため、現在でもルター派の教会には、「福音ルーテル」というように「福音」の名称がつくことが多い。
一方、アメリカや日本ではリベラルに対する保守的な信仰理解をもつプロテスタントが自らを「福音派」と呼ぶ。
- 福音派の代表的神学者J・I・パッカーは、「福音派とは使徒的キリスト教を継承し、証しする者」と定義する[7][8]。
- 日本福音同盟初代理事長の泉田昭は、「福音主義とか福音派というとき、信仰的自由主義に対して福音主義、エキュメニカルなグループに対して福音派という意味で使っている。つまり、聖書は誤りない神のことばであると信じ、基本的教理を保持し、伝道と教会形成に励んでいる者たちのことである」としている[9]。
- 宇田進は、福音派とは「福音主義同盟（1846年）の9項からなる信仰の立場と、1974年のローザンヌ世界伝道会議が出したローザンヌ誓約の中に表明されている聖書的信仰と宣教観とライフ・スタイルを信奉する、聖霊派から改革派までのキリスト者の群れを指す名称」としている[10]。
- 米国長老派教会（正統長老教会の設立者）の牧師・神学者ジョン・グレッサム・メイチェンの定義によれば、「自由主義神学（リベラリズム）自体がキリスト教ではない」ので、部分的霊感説を採る新正統主義神学などについても「穏やかな自由主義」とは表現せず、「かろうじてキリスト教である部分霊感と、非キリスト教の自由主義（神学）が区別される」と論ずる。ただし、部分霊感も聖書の権威を部分的にしか認めないことから、メイチェンは部分霊感も正統的なキリスト教から離れた立場と見なしている[11]。そのため、十全霊感を信じない立場の教会を広い意味でリベラル派と総称することがある[12][13]。

## 歴史
中世キリスト教世界は、一党独裁的腐敗があり、その世界的信仰を集めたゆえのカトリック腐敗が残念ながら一時的にはあった。それを批判的に懸念したルターの宗教改革により、組織による信仰支配を否定し、聖書による根本的本心的心の帰依を願った。その結果、宗教組織ではなく、書籍中心的な考えが生まれたのが、この運動の原点である。その結果、聖書のどの記述を信じるか（メインにするか）の解釈や、主の再誕を信じる心や、あるいは、組織抜きの聖書解釈から、自由自在な新興宗教的新しい解釈と一集合拠点的な教会単位のし新しい組織化の可能性が生まれた。キリスト教プロテスタントにおける世界的な教派を超えた運動であり、福音の本質は、イエス・キリストの贖罪を信じることと、その恵み(再誕)のみによる救いという教義(世紀末的終末思想の末に世界全人類が救われる)であるという信念を持っている  。そのため、世界最終戦争たるハルマゲドンを起こす器として、イスラエル政府を支持する特徴が高い。福音主義者は、救いを得るためには回心や「新生」の経験が重要であること、神が人類に啓示したものとしての聖書の権威（聖書信仰）、そして福音伝道（キリスト教のメッセージを広めること）の重要性を信じている。
この運動は、18世紀から19世紀にかけて、イギリスとアメリカで起きた大覚醒によって大きな盛り上がりを見せた。その後長い間、主に英語圏で存在感を示してきた。その萌芽は17世紀に遡り、改革・長老派教会（カルヴァン主義）、イングランド国教会内のピューリタニズム、ルター派内の敬虔主義、フス派・再洗礼派・敬虔主義派などが合同したモラヴィア兄弟団（特にニコラウス・ツィンツェンドルフ監督とヘルフートの共同体）、イングランド国教会の司祭であったジョン・ウェスレーによる、オランダ改革派教会内の非主流派であったアルミニウス主義に立脚したメソジスト運動など、さまざまな教派的・神学的流れがその基礎となっている。特に、ジョン・ウェスレーをはじめとする初期のメソジストたちは、第一次大覚醒の際にこの新しいムーブメントの火付け役となった。現在、福音派はプロテスタントの多くの教派に存在し、また特定の教派に属さない様々な単立教会も存在している。福音主義プロテスタントのリーダーや主要人物としては、ジョン・ウェスレー、ジョージ・ホワイトフィールド、ジョナサン・エドワーズ、ビリー・グラハム、ビル・ブライト、ハロルド・オッケンガ、ジョン・ストット、マーティン・ロイドジョンズなどが挙げられる。
2016年時点で、世界の福音派は6億1,900万人と推定されており、クリスチャンの4人に1人が福音派に分類されることになる。アメリカは、世界で最も福音派の割合が大きい国である。アメリカの福音派は、1億人近く、同国の人口の4分の1を占め、最大の宗教グループである 。福音派は、プロテスタントのほぼすべての教派に存在し、特に改革・長老派教会、バプテスト教会、ウェスレアン派（メソジスト、ホーリネス教会）、ペンテコステ派、カリスマ派の教会に多く見られる 。バイブルベルトと呼ばれる保守的な南部地帯で、石油などの新興産業の隆盛とともに人口が増えた影響とメガチャーチの成功が大きい。
歴史的源流の一つは信仰復興運動、第一次大覚醒にあり、新生（ボーン・アゲイン、Born again）の強調、キャンプ・ミーティングによる伝道活動、「（旧分類）教派」の枠を超えた「運動」であることなどの特徴が明白に継承されている。自覚的な回心の経験を持つ「新生した者のみが真のキリスト教徒」とし、伝統的主流派の信徒を「信仰の冷めた形だけのキリスト教徒」と規定する信仰は、「福音主義の父」と呼ばれるジョージ・ホウィットフィールドに見ることが出来る。またジョン・ウェスレーは、イングランド国教会の会員たちが「半分だけしかクリスチャンでない」と考えていたという。
フリードリヒ・シュライアマハーから始まる自由主義神学（リベラル派）に抗して、福音主義同盟は1846年、9ヶ条からなる福音主義の信仰基準を確認した。また20世紀初頭にはキリスト教根本主義運動が起こった。さらに第二次世界大戦後のプロテスタント界はリベラル派・エキュメニカル派と福音派（聖書信仰派）に二分されている。

## 概念

### 福音派の特徴
英国の学者ディヴィッド・ベビントンは、「福音派は、四つの顕著な特徴によって、正統派と識別される」としている。
- 回心主義 - 個人的にイエス・キリストを受け入れる信仰によって変えられなければならない（ヨハネ3:7）。
- 行動主義 - キリスト教信仰、特に福音伝道の実践。
- 聖書主義 - 霊的生活の中心としての聖書（聖書信仰）。
- 十字架中心主義 - キリストの十字架とそれがもたらした幸いの強調[24]。

### 様々な見解
- 福音主義（Evangelicalism）の異訳、異称。福音主義者、教会、教派。
- 聖書信仰のクリスチャン、教会、教派[29]。
- 自由主義神学に対抗する正統的立場[30][31]。ただしこれは福音派の自己言及としての見解であり、他者（特に自由主義神学）からは「旧守的立場」と位置付けられる事もある[注 1][注 2]。
- 主流派エキュメニズムに反対する神学的立場[32][33]。
- 信仰復興運動（リバイバリズム）の末裔にして今日の担い手[34]。
- 初期の神学的キリスト教根本主義者。
- 福音主義という語は、従来は単に福音的なプロテスタント全般を指す語としても使用されてきた（「福音主義」の冒頭定義参照）。ただし、今日福音主義の語が用いられる場合、福音派とエキュメニカル派で意味が異なっている。
- 現在では19世紀ごろドイツから始まった自由主義神学（リベラリズム）に対抗する立場として使われることが多い。福音派に分類されない教派の中でも、考え方が保守的な者からリベラルな者までを幅広く含み、それにより教派内で反目しあっている場合もあるが、福音派は各教派を横断する「保守的な信仰者」の総称である。
- メインライン・プロテスタント（主流派）の教会のうちで保守的な立場に立つ教会、教団、教派を指すこともあるが、その場合の含意は話者や文脈により微妙である。
- この「福音派」という言葉の示す概念は、ルーテル教会・カルヴァン主義・メソジストなどの教会史的な教派分類とは全く別の、神学潮流や礼拝スタイルの視点によるもので、互いの分類法同士に相関傾向がないものもある。また、それだけで個々の細かい信徒の性格が分かるものではない。

以上の諸定義が重複して用いられるため、簡潔な記述は困難であるとする考えもある。

### 「保守的」の意味
「保守的」あるいは「伝統的」という語は、文脈によっては、礼拝・神学において保守的あるいは伝統的ではあっても、福音派と呼ばれるグループとは様々な点で見解を異にする者を指す場合に用いられることもあり、プロテスタント内で「保守的」あるいは「伝統的」と評される者がいたとしても、それがそのまま福音派と同義であるわけではない。また、「保守的」と「伝統的」は時に対立概念にもなりうる。
福音派についてしばしば形容される「保守的」とは、多くの場合「伝統的」という意味とは相反して、むしろ礼拝様式などの文化的要素に関しては、従来の教派に見られる伝統性を不純で旧教的なものと見なして否定し、簡素化・現代化する傾向が強い（「保守的」でありながら「非伝統的」）。
米国に拠点を置くルター派の一派であるミズーリ・シノッドやウィスコンシン・シノッドなどは、思想的には保守的で福音派と共通する面が多いが、礼拝様式などの面では改革派の影響を受けたドイツのルター派よりも伝統的であり、福音派のグループとは距離を置いている（「保守的」かつ「伝統的」な例）。
また、広義のプロテスタントとも見なされうる聖公会のうち、「アングロ・カトリック」とも呼ばれるハイ・チャーチでは、ローマ・カトリックから受け継いだ（ともすれば現代のローマ・カトリックよりも古式を残す面すらある）、非常に伝統的な典礼様式を守っているが、神学的あるいは社会的な問題に対する理解においては逆にリベラル傾向である場合もある（「伝統的」でありながら「非保守的」な例）。他方、ハイ・チャーチの対義語でありプロテスタント的な要素が強いロウ・チャーチと呼ばれるグループでは、その逆のケースもある（ロウ・チャーチといえども基本的には「中道の教会」を自認する聖公会の範疇内であり、他のプロテスタント諸教派に比べれば伝統的な面が多い）。

### 東方教会における「伝統的」との違い
東方教会（正教会・東方諸教会）は神学的枠組みや歴史が西方教会とは多分に異なるため、福音派と自由主義神学といった議論の軸そのものが存在せず、従って「福音派」も「リベラル派」も存在しない。西方教会で福音派と言った場合には「保守的」「守旧的」との表現と共に語られる場合もあるが、東方教会の文脈で用いられる「保守派」は福音派とは全く別系統の概念である。「正教会は名実ともに伝統的である」との言及がされることは正教会内部からも多いが、この場合の「伝統的」が指す概念・観念は西方教会における福音派の「保守的」が指す概念とは全く次元が異なる。

### 米国での状況
アメリカ合衆国における福音派は、有名な「進化論論争」や、また昨今は「宗教右派」とかなり重複していることで世界的に有名になっている。20世紀初めには、禁酒法制定運動に大きな貢献をした元大リーガーの伝道師ビリー・サンデーが福音派信者を大きく増加させた。現代史をみても、1950年代の冷戦の頃から無神論を嫌って反共主義の立場に立つ伝道師ビリー・グラハムが大きな影響力を持ち、60年代には聖書を都合に合わせて解釈し公民権運動に反対するグループが現れ、70年代からは妊娠中絶合法化を求める女性放運動やその後のフェミニズム運動に対し今日まで続く政治問題として尖鋭な反対運動をしている者もいる。しかし、政治的立場は必ずしも右翼（タカ派）一辺倒とは限らず、例えば共和党でもマーク・ハットフィールドのような議員もいるし、メノナイトらアナバプテスト系教派やクエーカーのように歴史的平和教会の立場を取り、聖書の使信は平和主義であると唱える教派も多い。

#### 現代史
カトリックのケネディは大統領候補となったときに南部の牧師らとの意見交換会に招かれ、政教分離を約束するとともにその必要を訴えたとき、福音派からケネディへのさしたる反対運動は起きなかった。が、1962年に連邦最高裁で公立学校で神の祈りを生徒に捧げさせることに対し違憲判決が出たときにケネディはそれに従うとしたことや、南部信者が反対する公民権法が成立したことで、対立が始まっている。やがて妊娠中絶の権利、学校での性教育の必要性の問題をめぐって、尖鋭な政治的対立が起こってくる。南部出身で福音派のカーターが大統領となるが、カーターは政教分離を徹底、男女平等を認める憲法修正を後押しし、南部には人種統合に反対するキリスト教系私立学校が多かったがそれらが差別的措置をとった場合には税制優遇を撤廃する方針を示した。これに反対して、伝道師ジュリー・ファルウェルが1979年にモラル・マジョリティを設置、テレビ番組を買い取り明確な政治的発言をするなど、それまで一般的であった、牧師が政治に関与しないという伝統を変えていくこととなった。共和党は宗教票の取り込みを図り、1980年8月の福音派の合同集会にレーガン大統領候補が登壇する等、結びつきを深めていく。ビリー・グラハムの影響により福音派に改宗していたブッシュが大統領となり、9・11事件の発生によりイスラム勢力との戦いといった十字軍的感覚の高揚もあり、共和党への福音派の支持が高まった。今日では、主に妊娠中絶反対、同性婚禁止、移民規制強化の問題をめぐって福音派から保守派ないし共和党支持者の重なりが指摘される。1982年のレーガン大統領のもとでの憲法の男女平等修正条項の廃案、2025年のトランプ大統領のもとでの人種・性別による優遇措置の禁止、信仰局の設置などが福音派による大統領選投票の行動結果の影響と考えられている。

## エキュメニカル派との関係
福音派では、リベラル神学に基づくエキュメニカル運動（世界教会合同運動）に対抗する福音派の組織の必要が訴えられていた。1959年には、エキュメニカル派と福音派が分かれて、日本プロテスタント100周年記念行事を実行し、聖書信仰の教会は日本宣教百年記念聖書信仰運動を展開した。翌年の1960年に日本プロテスタント聖書信仰同盟が成立し、日本福音同盟の三創立会員の一つとなった。こうしてエキュメニカル派と福音派の分離が実現した。プロテスタントはエキュメニカル派と福音派の二つに分かれ、日本ではその区別が特に明確だといわれており、日本キリスト教協議会系の日本基督教団等は、エキュメニズム（教会合同運動）であり、福音主義的ではないとされる。ローマ・カトリックの宗教的包括主義や、リベラルの宗教多元主義はニューエイジ的な偶像崇拝ととらえられており、世界教会協議会（WCC）の第7回総会で死者の霊を呼び出す儀式の実演がなされたこと等が指摘される。

### 日本基督教団
日本基督教団はエキュメニカル派（世界教会協議会系）として福音派から区別される。歴史的経緯と神学的立場の違いから、日本基督教団の指導者と福音派の指導者の間には溝がある。宗教団体法により成立した日本基督教団に、戦前から存在した福音派の教会の多くも統合され、教団は福音派も包含していたが、戦後の時点でほとんどの福音派の教会が日本基督教団を離脱した。また戦時中の段階から、日本キリスト改革派教会の創立者岡田稔牧師の牧会する教会は、日本基督教団を脱出し、単立教会となった。日本基督教団内部には教会派と社会派の対立があるが、福音派はこれに関わっていない。「日本基督教団をはじめとするエキュメニカルの諸教会は・・社会派と教会派に分極化して行った。それに対し、福音派は一致と協力の道を歩んで行った。」 日本基督教団内の教会派自身は「社会派に対比して、社会的な取り組みより教会がイエス・キリストの十字架と復活によって示された神の愛による人間の罪からの救いを生活、態度、言葉によって伝える伝道によって社会に積極的に出て行くことを重視する教会、関係者」と自己定義するが、教会派の聖書観は植村正久、高倉徳太郎の線にあり、教会派と福音派は聖書観が異なっている。この態度は、神学や聖書学自体を否定するほど敬虔主義的な信仰姿勢とも定義される。

### 聖公会
元々教会政治におけるローマ教皇からの独立を企図して成立した聖公会は、ローマ・カトリック的な典礼を重んじる「ハイ・チャーチ」と、福音主義的な神学を重んじる「ロウ・チャーチ」、そしてそれらの中間的でリベラルな傾向の「ブロード・チャーチ」が混在している。福音派の指導者マーティン・ロイドジョンズは、英国福音同盟の会議において、リベラルと福音主義の混合した聖公会から、福音的なクリスチャンが出てくるように呼びかけたが、イングランド国教会内部の福音派指導者ジョン・ストットが反対したために、英国では福音派とリベラル・エキュメニカル派の完全な分離が実現しなかった。これは日本と状況が異なっている。日本においてリベラル・エキュメニカル派と見なされる教会は、福音派の日本福音同盟に加盟することができない。一方で、イングランド国教会の司祭・宣教師であるバークレー・バックストンの伝道により松江バンドが形成され、日本イエス・キリスト教団や基督伝道隊といった日本福音同盟に加盟するきよめ派諸教団の母体となった。現在、聖公会内福音派の代表的な神学者はアリスター・マクグラスである。

### 学生会
福音派の学生会であるキリスト者学生会（KGK）とエキュメニカル派のキリスト教青年会（YMCA）について記述する。日本では早稲田大学の学生だった尾山令仁によって設立された時からKGKとYMCAは分かれていたが、各国では福音派の学生会とYMCAが分裂している。またKGKが創立された早稲田以外の大学では日本でもYWCAと分裂したところもある。フィンランドではKFSが1967年に分裂した。これは聖書信仰に立つ福音派とヒューマニズムに立つリベラル神学の戦いであったといわれる。

## 信者数
2011年現在、全世界のキリスト教徒のうち13.1%が福音派である。
2018年現在、アメリカ合衆国では全人口の22.5%が福音派であり、カトリック（23.0％）や特定の宗教を信仰しない人たち（23.1％）と同じぐらいの割合である。